# Zofia Lindorf

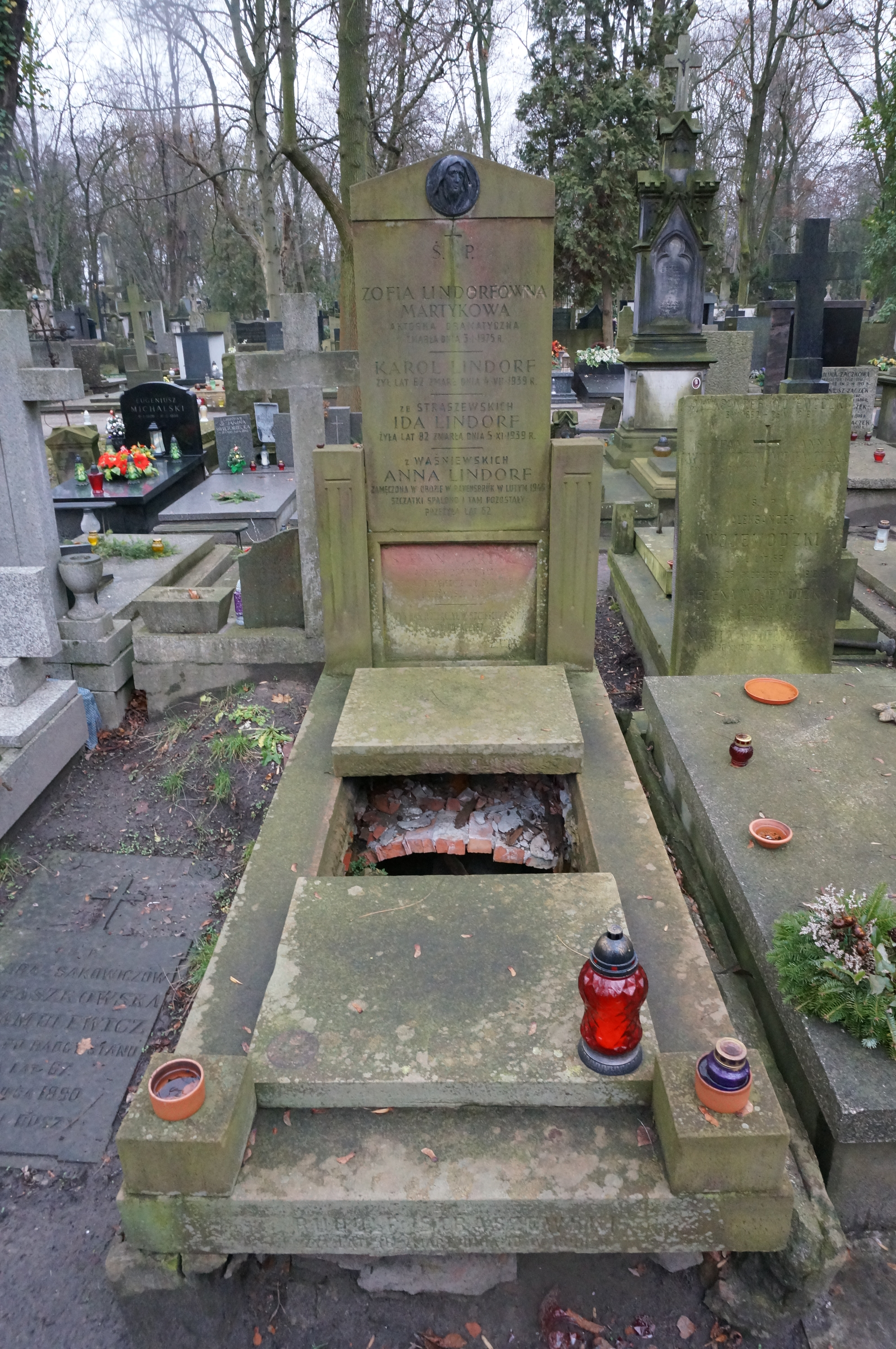
Grób Zofii Lindorfówny i Stefana Martyki na cmentarzu Powązkowskim

Zofia Lindorf, znana jako Zofia Lindorfówna (ur. 12 lutego 1905 w Lublinie, zm. 3 stycznia 1975 w Warszawie) – polska aktorka teatralna i filmowa.

## Życiorys
Urodziła się w rodzinie Karola Lindorfa (zm. 1939) i Anny z Bończa-Waśniewskich (zm. 1945). Od 1913 r. mieszkała w Warszawie, gdzie ukończyła Gimnazjum im. Marii Konopnickiej, a w 1922 r. Kursy Wokalno-Dramatyczne H. J. Hryniewieckiej. W tym samym roku (1922), po popisie szkolnym, została zaangażowana przez Ludwika Solskiego do Teatru Rozmaitości. 
W czasie okupacji niemieckiej, aż do powstania warszawskiego, pracowała jako kelnerka w kawiarniach Cafe Bodo i U Aktorek. Okres od sierpnia 1944 do września 1945 r. spędziła na tułaczce w Radomiu, Zakopanem, Nałęczowie i Podkowie Leśnej.
W październiku 1945 r. wróciła do Warszawy. 19 stycznia 1955 r. na wniosek Ministra Kultury i Sztuki została odznaczona Medalem 10-lecia Polski Ludowej. Od 1959 r. była członkiem Towarzystwa Filologii Klasycznej. Na Uniwersytecie Warszawskim prowadziła dorywczo zajęcia z recytacji klasyków literatury greckiej i rzymskiej. Przez cały okres działalności scenicznej związana była wyłącznie z teatrami warszawskimi. W 1968 r. z powodu choroby serca przeszła na rentę.
W maju 1973 otrzymała tytuł członka zasłużonego SPATiF-ZASP. 14 lipca 1973 odbył się jubileusz jej pięćdziesięciolecia jej pracy artystycznej.
Była żoną aktora Józefa Węgrzyna, potem prawnika Aleksandra Dziewałtowskiego-Gintowta, a następnie Stefana Martyki.
Zmarła w wieku niespełna 70 lat. Została pochowana na cmentarzu Powązkowskim (kwatera 53-4-16).

## Przebieg pracy
W trakcie swej 46-letniej kariery aktorskiej występowała na deskach 7 warszawskich teatrów:
- Teatry Miejskie (Warszawa): 1922–1933
  - TR Warszawa: 1922
  - Teatr Letni w Warszawie: 1930
- Teatry TKKT (Warszawa): 1933–1939
  - Teatr Nowy w Warszawie: 1937–1939
- Teatr Polski im. Arnolda Szyfmana w Warszawie: 1935, 1946–1958
- Teatr Narodowy (Warszawa): 1924–1939, 1958–1967

## Kariera sceniczna
Zadebiutowała 17 października 1922 r. na scenie warszawskiego Teatru Rozmaitości, w roli Janiny, w sztuce Sublokatorka, którego autorem jest Adam Grzymała-Siedlecki. Inne spektakle z udziałem Lindorf, to m.in.:
- 27 XII 1922: Popas króla jegomości scen. i reż. Adam Grzymała-Siedlecki – jako Nagość w kwiaty

Kilkanaście lat swej kariery (od 1924 do 1939 r.) poświęciła występom, głównie na deskach warszawskiego Teatru Narodowego:
- 3 X 1924: Wyzwolenie (akt pierwszy) Stanisław Wyspiański, reż. Tadeusz Frenkiel-Niwieński – jako Córka II
- 18 X 1924: Dożywocie Aleksander Fredro, reż. Ludwik Solski – jako Rózia
- 8 V 1925: Panna na wydaniu[5] Adam Kazimierz Czartoryski, reż. Paweł Owerłło
- 6 XI 1925: Żeglarz Szaniawski Jerzy, reż. Stefan Jaracz – jako Med
- 28 XII 1925: Polityka i miłość Józef Rączkowski, reż. Stefan Jaracz – jako Jadwiga
- 19 II 1926: W cichym dworze Ludwik Hieronim Morstin, reż. Paweł Owerłło – jako Zofia
- 30 IX 1927: Król Agis Juliusz Słowacki, reż. Emil Chaberski – jako Chelonida
- 29 XI 1927: Dziady Adam Mickiewicz, reż. Aleksander Zelwerowicz – jako Dziecię
- 7 II 1928: Romans florencki Stefan Kiedrzyński, reż. Józef Węgrzyn – jako Simona
- 27 IV 1928: Budowniczy Solness Henrik Ibsen, reż. Aleksander Zelwerowicz – jako Kaja Fosli
- 18 V 1928: Majster i czeladnik Józef Korzeniowski, reż. Aleksander Zelwerowicz – jako Basia
- 30 X 1928: Pan Jowialski Aleksander Fredro, reż. Emil Chaberski – jako Helena
- 29 XI 1928: Lelewel[6] Stanisław Wyspiański, reż. Emil Chaberski – jako Ludwika Szczaniecka
- 23 VIII 1929: Wiosna Narodów (w Cichym Zakątku)[7] Adolf Nowaczyński, reż. Emil Chaberski – jako Melania
- 20 III 1930: Maman do wzięcia Adam Grzymała-Siedlecki, reż. Emil Chaberski – jako Wisienka (Teatr Letni, Warszawa)
- 24 II 1931: O żonach złych i dobrych Adolf Nowaczyński, reż. Ludwik Solski – jako Stefa
- 11 IV 1931: Dzień jego powrotu Zofia Nałkowska, reż. Emil Chaberski – jako Bronia
- 9 I 1932: Fortepian Jerzy Szaniawski, reż. Emil Chaberski – jako Helena
- 20 II 1932: Don Carlos Friedrich Schiller, reż. Emil Chaberski – jako Księżniczka Eboli
- 29 VII 1932: Bracia Castiglioni Alberto Colantuoni, reż. Ludwik Solski
- 8 X 1932: Car Iwan Groźny Aleksiej Tołstoj, reż. Karol Borowski – jako Maria
- 28 XI 1932: Wesele Stanisław Wyspiański, reż. Ludwik Solski – jako Rachel
- 28 I 1933: Most Jerzy Szaniawski, reż. Karol Borowski – jako Helena
- 25 II 1933: Kean, czyli geniusz i ... Alexandre Dumas, reż. Karol Borowski – jako Demby
- 19 IV 1933: Pan Jowialski Aleksander Fredro, reż. Emil Chaberski – jako Helena
- 18 V 1933: Kobiety i interesy Kazimierz Wroczyński, reż. Ludwik Solski – jako Piesia
- 19 V 1934: Szklanka wody Eugène Scribe, reż. Emil Chaberski – jako Abigail
- 22 IX 1934: Ludwik XI Casimir Delavigne, reż. Karol Borowski – jako Maria
- 5 II 1935: Nadzieja Henri Bernstein, reż. Janusz Warnecki – jako Katarzyna Meyran (Teatr Polski, Warszawa)
- 7, 8 VI 1935 (2 spektakle): Wachlarz lady Windermere Oscar Wilde, reż. Aleksander Węgierko – jako tytułowa Lady Windermere
- 7 IX 1937: Trzy asy i jedna dama Denys Amiel, reż. Antoni Cwojdziński – jako Collette
- 31 XII 1937: Ależ to nie na serio! Luigi Pirandello, reż. Karol Borowski – jako Flora
- 4 III 1938: Bunt Absalona[8] Stanisław Miłaszewski, reż. Karol Borowski
- 31 XII 1938: Żywy ładunek Bruno Winawer, reż. Karol Borowski – jako Irma Weszpremowa
- 4 II 1939: Odwiedziny o zmroku scen. i reż. Tadeusz Rittner – jako Pani
- 13 V 1939: Samuel Zborowski Ferdynand Goetel, reż. Leon Schiller – jako Gryzelda Zamojska.

Po zakończeniu tułaczki wojennej, przez prawie 12 lat (od 1946 do 1958 r.) współpracowała z warszawskim Teatrem Polskim:
- 27 III 1946: Majątek albo imię Józef Korzeniowski, reż. Arnold Szyfman – jako Aniela Bydgowska
- 21 V 1947: Wilki i owce Aleksandr Ostrowski, reż. Karol Borowski – jako Eulampia Kupawina
- 18 III 1948: Dom pod Oświęcimiem Tadeusz Hołuj, reż. Jan Kreczmar – jako Maria
- 28 X 1949: Wesołe kumoszki z Windsoru William Shakespeare, reż. Ryszard Ordyński – jako pani Ford
- 25 V 1952
  - Dowód wdzięczności narodu Wojciech Bogusławski, reż. Marian Wyrzykowski – jako pani Podkomorzyna
  - Powrót posła Julian Ursyn Niemcewicz, reż. Marian Wyrzykowski – jako pani Podkomorzyna
- 11 VI 1955: Dom kobiet Zofia Nałkowska, reż. Maria Wiercińska – jako Joanna Nielewiczowa
- 17 XII 1955: Tragedia amerykańska Teodor Dreiser, reż. Władysław Sheybal – jedna z dwóch ról głównych (Teatr TV)
- 16 V 1957: Goście o zmierzchu Krystyna Salaburska, reż. Władysław Sheybal (Teatr TV)

Ostatnie 10 lat kariery scenicznej (od 1958 do 1967 r.) to jej powrót na scenę warszawskiego Teatru Narodowego:
- 25 X 1958: Książę Homburg Henryk Kleist, reż. Wilam Horzyca – jako Elektorowa
- 15 XII 1960: Żywy trup Lew Tołstoj, reż. Józef Wyszomirski – jako Anna Pawłowna
- 3 V 1961: Szkoła obmowy Wojciech Bogusławski, reż. Władysław Krasnowiecki – jako Plotkiewiczowa
- 21 V 1961: Zygmunt August Stanisław Wyspiański, reż. Tadeusz Byrski – jako Bona (Teatr TV)
- 15 IX 1961: Niemcy Leon Kruczkowski, reż. Józef Wyszomirski – jako pani Soerensen
- 27 II 1963: Przygoda z Vaterlandem Leon Kruczkowski, reż. Kazimierz Dejmek – jako pani X
- 6 XI 1963: Śluby panieńskie, czyli Magnetyzm serca Aleksander Fredro, reż. Stefania Domańska – jako pani Dobrójska

W 1967 r. z powodu przewlekłej choroby serca przeszła na rentę.

## Film
Na srebrnym ekranie po raz pierwszy pojawiła się 4 listopada 1925 r., w obsadzie aktorskiej polskiego melodramatu pt. Iwonka, wyreżyserowanego przez Emila Chaberskiego.
- Iwonka (1925)
- Tajemnica skrzynki pocztowej (1929) – przyjaciółka Niny
- Halka (1930) – jako Zosia
- Pod twoją obronę (1933) – jako zakonnica, siostra Gabriela
- Córka generała Pankratowa (1934) – jako rewolucjonistka
- Pan Twardowski (1936) – jako duch Barbary Radziwiłłówny
- Róża (1936) – jako Grzegorzowa
- Trędowata (1936) – jako Rita Szylinżanka
- Płomienne serca  (1937) – jako żona Śmigielskiego
- Ordynat Michorowski (1937) – jako Rita, żona hr. Trestki
- Trzy serca (1939) – jako Michalinka, żona Aleksandra
- Kanał (1957)– jako kobieta szukająca córki

## Telewizja
Za debiut można uznać jej występ 16 maja 1957 r. na scenie Teatru Telewizji w sztuce Krystyny Salaburskiej Goście o zmierzchu, w reżyserii Władysława Sheybala.
- 21 V 1961: Zygmunt August Stanisław Wyspiański, reż. Tadeusz Byrski – jako Bona.

## Radio
3 września 1950 r. debiutowała w słuchowisku opartym na prozie Siemiona Babajewskiego pt. Kawaler Złotej Gwiazdy, w reżyserii Stefana Wronckiego, jako Smaglinka.
- 16 VIII 1953: Błazen[11] Aleksander Świętochowski, reż. Zbigniew Koczanowicz – jako Justyna
- 25 VIII 1956: We wtorek wieczorem Agatha Christie, reż. Janusz Warnecki – jako Joyce
- 1 IX 1956: Świątynia bogini Astarte, Ojciec Rosario Agatha Christie i Victor Grauning, reż. Janusz Warnecki
- 11 X 1956: Chwasty Adam Grzymała-Siedlecki, reż. Janusz Warnecki – jako Iza
- 15 XI 1956: Przyjaciółka Agatha Christie, reż. Janusz Warnecki – jako Janina Helier
- 4 XII 1956: Hydra lerneńska Agatha Christie, reż. Janusz Warnecki – jako Jean Moncrieffe
- 7 IV 1958: Pierwej mama Józef Korzeniowski, reż. Natalia Szydłowska – jako Pułkownikowa
- 20 IV 1958: Ruchome światełko Frederick Skerry, reż. Janusz Warnecki – jako Mrs Constance Mackie
- 29 IV 1958: Monika Krystyna Salaburska, reż. Natalia Szydłowska – jako Pani
- 22 VII 1958: Miód kasztelański Józef Ignacy Kraszewski, reż. Natalia Szydłowska – jako Cześnikowa Barbara Sulimirska
- 6 I 1959: Wicek i Wacek[12] Zygmunt Przybylski, reż. Rudolf Ratschka – jako Jadwiga
- 14 VI 1959: Deszcz Aniela Jasińska, reż. Natalia Szydłowska – jako Matka
- 22 VII 1959: Hrabina Cosel Józef Ignacy Kraszewski, reż. Janusz Warnecki – jako Hrabina Reuss
- 7 IX 1960: Aligatory Władysław Lech Terlecki, reż. Natalia Szydłowska – jako Matka
- 13 IX 1960: Ostatni koncert Stanisława Fleszarowa-Muskat, reż. Janusz Warnecki – jako Justyna Chopinowa
- 6 X 1960: Romans inspektora Lenoir Włodzimierz Odojewski, reż. Wiesław Opałek
- 4 IX 1961: Opowieść o dobrym rycerzu Lancelocie Julia Hartwig, reż. Mieczysław Broniatowski – jako Księżna
- 18 IV 1963: Okno na Koziej Janina Osińska, reż. Wanda Tatarkiewicz-Małkowska – jako pani Julia
- 11 IV 1964: Krzyżacy Henryk Sienkiewicz, reż. Wanda Tatarkiewicz-Małkowska – jako Księżna Anna Mazowiecka
- 24 IX 1974: Kalejdoskop krakowski Julia Hartwig, reż. Mieczysław Broniatowski.